# 一万当社
一万当社（いちまんとしゃ）は、富山県高岡市二塚の庄川左岸堤防上にある堤防の守護神を祭った神社。

## 概要
神社の名前は、かつて社の前で堤防の決壊を防ぐために大祓詞（おおはらえのことば）を一万回唱えたことに由来する。
毎年4月3日、一万当社水神祭が開かれる。高岡市二塚にある惣社白山神社の宮司と住民が社の前で堤防の守護神に水害がないことを祈る。
二塚地域は庄川のほとりにある洪水被害の多い地域であり、記録に残る洪水は江戸時代だけで40件近くになる。治水は古くから住民の悲願であった。